# Alcee Hastings
Alcee Lamar Hastings (Altamonte Springs, 5 de septiembre de 1936-6 de abril de 2021) fue un abogado estadounidense, representante del 20.° distrito congresional de Florida ante la Cámara de Representantes de los Estados Unidos. Perteneció al Partido Demócrata y sirvió como juez federal hasta 1989, año en que fue destituido por aceptar sobornos en los años 1980.

## Primeros años y educación
Hastings nació y se crio en Altamonte Springs. Hastings estudió en la Universidad de Howard en Washington, D.C. y en la Universidad de Fisk en Nashville, Tennessee. Obtuvo su licenciatura en zoología y botánica de Fisk en 1958. Asistió a la Facultad de Derecho de la Universidad de Howard de 1958 a 1960 y recibió su Juris Doctor de la Facultad de Derecho de la Universidad A&M de Florida en 1963. Mientras estaba en la escuela, se convirtió en miembro de la fraternidad Kappa Alpha Psi. Fue admitido en el colegio de abogados en 1963 y comenzó a ejercer la abogacía.

## Carrera profesional y política
Hastings trabajó como juez para el Distrito Sur de Florida, ante el Tribunal de Distrito de los Estados Unidos en 1979-1989. Al mismo tiempo, trabajó como juez de la corte del Condado de Broward, Florida desde 1977 hasta 1999.
La carrera profesional de Hastings se vio terminada cuando fue acusado y enjuiciado por el Senado por aceptar sobornos de hasta $150.000, dicha sentencia fue dada el 20 de octubre de 1989.
A partir del año siguiente comenzó su carrera política con su infructuosa candidatura a la Secretaría de Estado de Florida. Pero luego, en 1992 se convirtió en representante del entonces 23.° distrito congresional de Florida, hasta el año 2012. Desde 2012 hasta la actualidad ha sido representante del 20.° distrito congresional de Florida (el mismo distrito que antes, pero después de su redistribución y renombramiento). Durante su tiempo en el Congreso, Hastings ha servido como miembro del Comité de Reglas.

## Escándalos
En noviembre de 2019 fue investigado por el Comité de Ética del Congreso tras revelarse que mantenía una relación sentimental con Patricia Williams, quien fuera miembro de su personal, y a quien le pagaba un salario más alto que a su propio jefe de personal, Arthur W. Kennedy. Reportes de LegiStorm indicaron que Williams recibió hasta 3 millones de dólares financiados por impuestos desde el año 2000 hasta el 2019.

## Vida personal
Hastings se consideró un episcopal metodista africano, y tiene tres hijos. En 2019 fue diagnosticado con cáncer de páncreas. Falleció a causa de dicha enfermedad el 6 de abril de 2021.